# Heinrich Petermann
Heinrich Petermann (* 12. Juli 1803 in Großauheim, Stadt Hanau; † 13. September 1864 in Bergen, Stadt Frankfurt am Main) war ein deutscher Landwirt und Mitglied der kurhessischen Ständeversammlung.

## Leben
Heinrich Petermann übernahm von seinem Vater Klaus Walter Petermann den landwirtschaftlichen Betrieb auf der Mainkur nahe Frankfurt. 
Von 1842 bis 1844 hatte er ein Mandat für den kurhessischen Landtag, gewählt aus dem Wahlbezirk Hanau-Land.
Die Ständeversammlung wurde nach den Unruhen im Jahre 1830 zum Zweck der Beratung und Verabschiedung einer Verfassung gebildet und hatte bis 1866 Bestand, als das Land Hessen durch Preußen annektiert wurde. 